# Karl Möbius (Bildhauer)

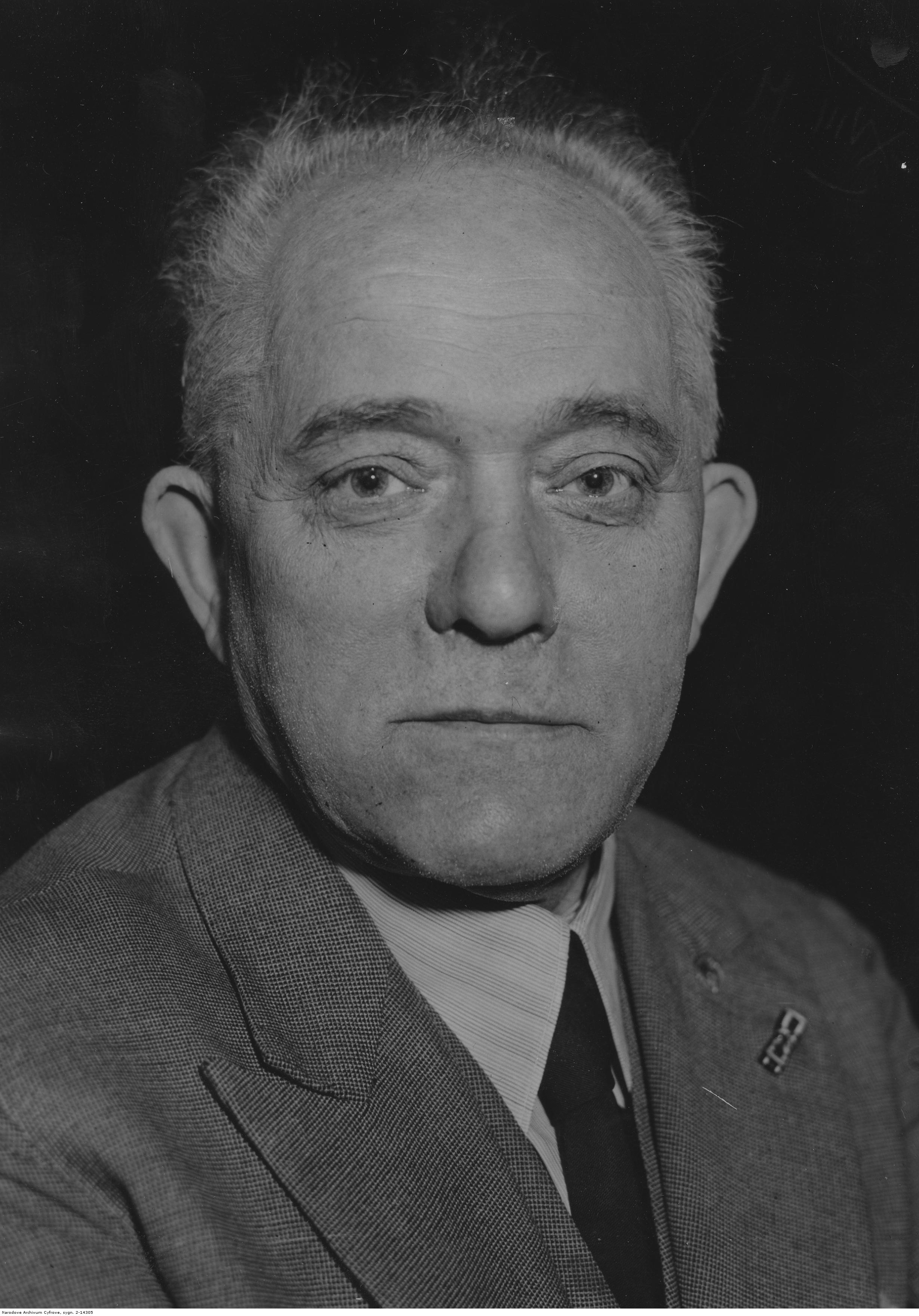
Karl Möbius

Karl Möbius (* 20. Mai 1876 in Borna bei Leipzig; † 27. Februar 1953 in Berlin) war ein deutscher Bildhauer. 

## Leben und Werk
Möbius studierte an der Kunstgewerbeschule Dresden und an der Berliner Kunstakademie. Er schuf eine Vielzahl von Werken mit Bezug zur deutschen Kolonialgeschichte und gilt deswegen als herausragender Vertreter der kolonialen Bildhauerkunst.
In der Zeit des Nationalsozialismus war Möbius Mitglied der Reichskammer der bildenden Künste. Für diese Zeit ist seine Teilnahme an neun großen Ausstellungen sicher belegt.

## Werke
Denkmäler

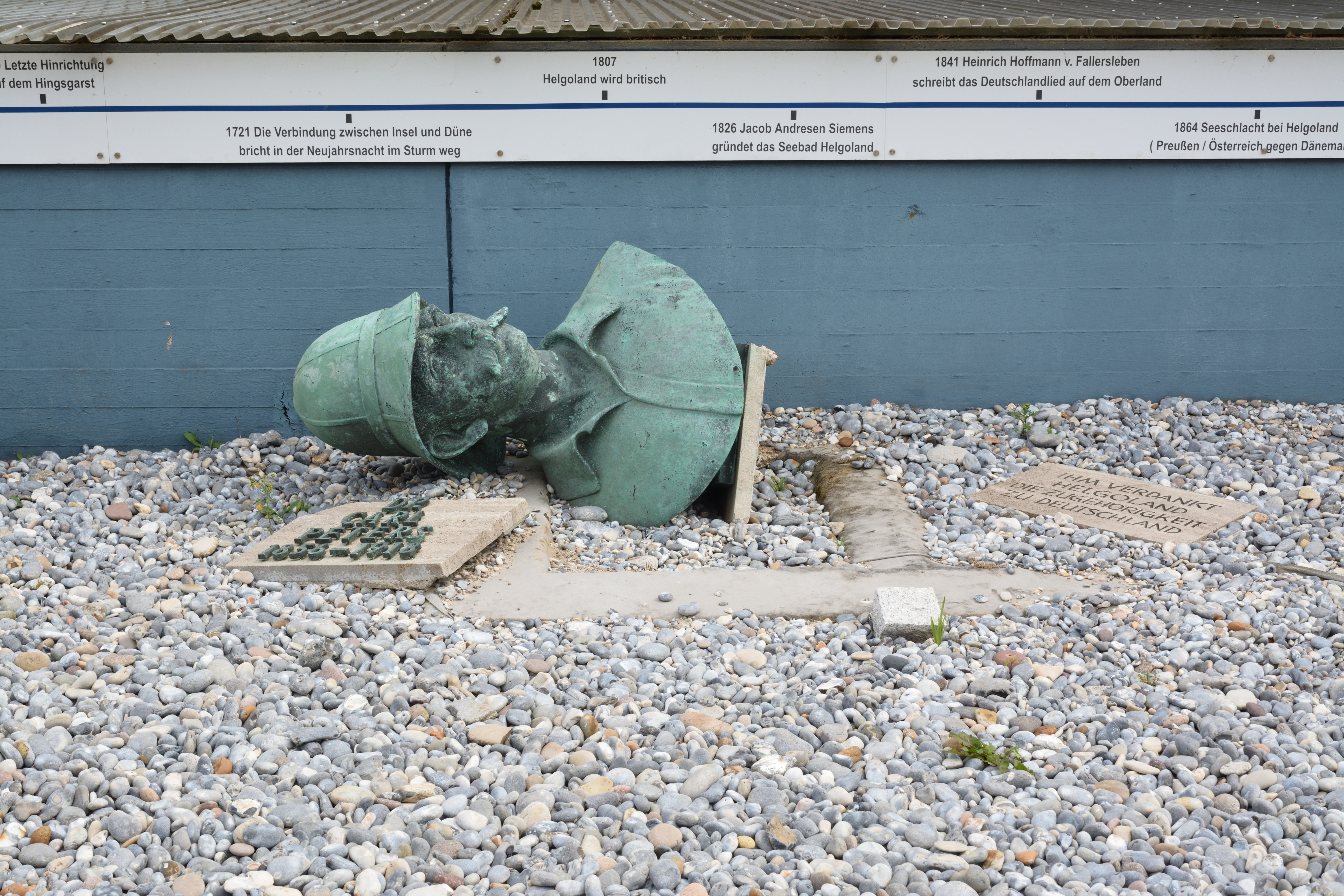
Büste des Carl-Peters-Denkmals auf Helgoland

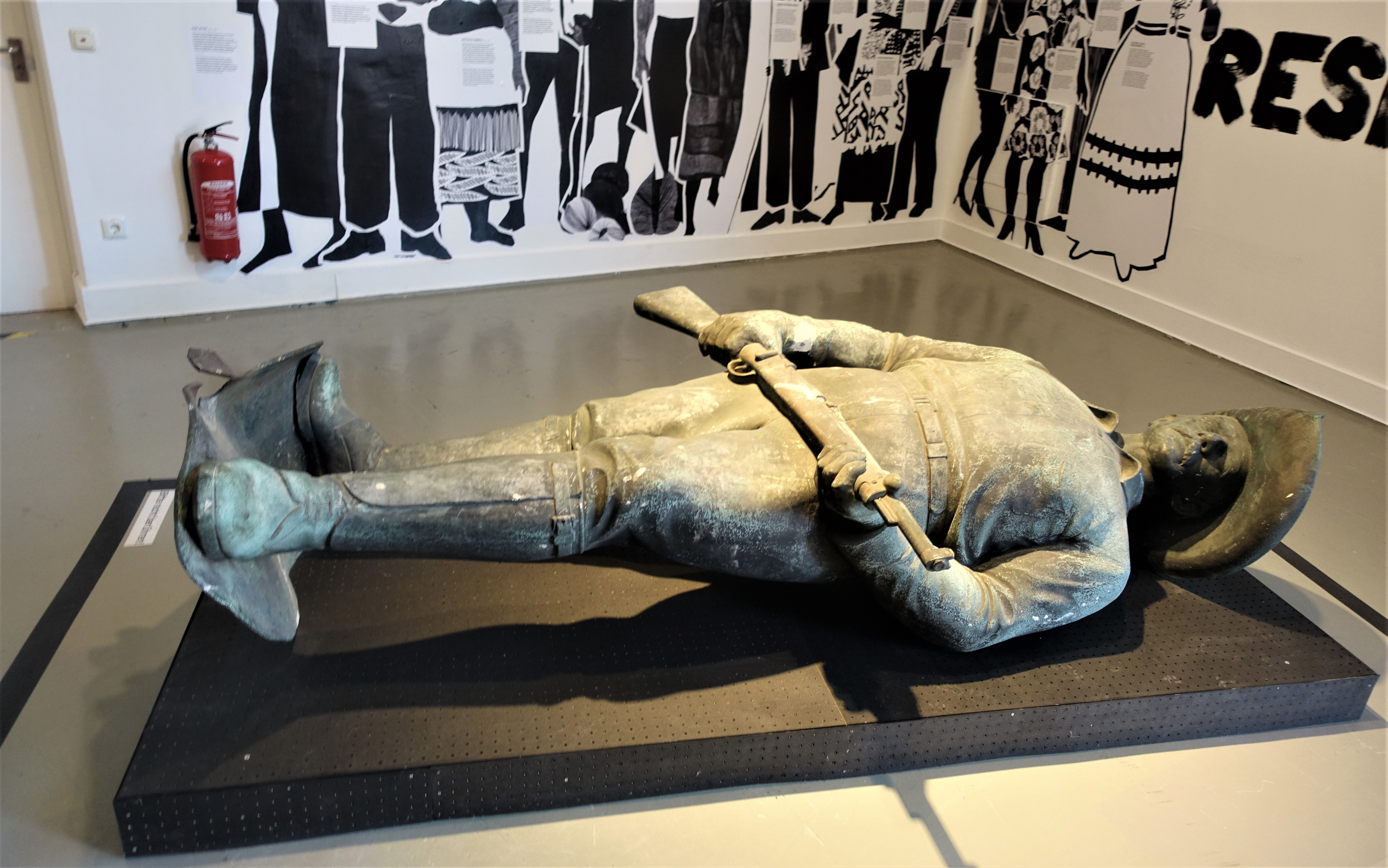
Das Denkmal Hans Dominik wurde 1968 vom Sockel gestürzt und in der Ausstellung zum Kolonialismus im Museum der Arbeit Hamburg gezeigt

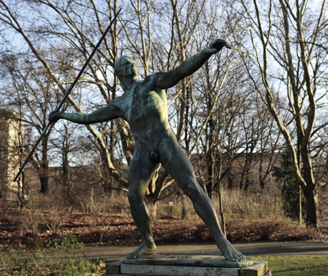
Speerwerfer (Nachguss 1954, Vorderansicht)

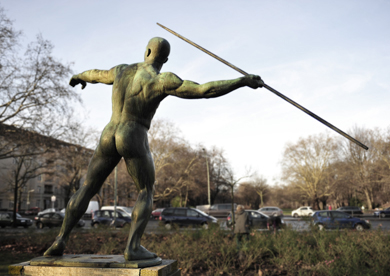
Speerwerfer (Nachguss 1954, Rückansicht)

- 1909/1914: Carl-Peters, intendiert für eine Errichtung in Daressalam 1914, welche durch den Ausbruch des Krieges verhindert wurde; 1921 von den Briten an Deutschland zurückgegeben und 1931 in Helgoland aufgestellt. 1944 bis auf den als Büste erhaltenen Kopf für Rüstungszwecke eingeschmolzen (die Büste liegt als Mahnmal im Außenbereich des Museum Helgoland)
- 1912: Hans-Dominik-Denkmal in Kribi (Kamerun), 1933 nach Frankfurt (Oder) transloziert, 1942 für Rüstungszwecke eingeschmolzen
- 1913: Hans-Dominik-Denkmal für Jaunde (Kamerun), später aufgestellt in Hamburg, an der Universität und 1968 von Studierenden vom Sockel gestürzt.
- 1921: Speerwerfer-Skulptur im Volkspark Wilmersdorf in Berlin, 1944 für Rüstungszwecke eingeschmolzen, 1954 als Nachguss aufgestellt
  - als Zweitguss 1931 für das Allianz-Stadion in Berlin-Mariendorf, erhalten[3]
- 1922: Arbeiterdenkmal in Oldenburg, an der Friedrich-August-Hütte
- 1925: Bronzemedaillon am Kolonialgedenkstein in Nordhausen, nicht erhalten
- 1926: Karabinier-Denkmal in Borna, Gefallenen-Ehrenmal des Königlich Sächsischen Karabinier-Regiments (2. Schweres Regiment)[4]
- 1926: Obelisk als Gefallenen-Ehrenmal für die Schutztruppe Kamerun in Frankfurt (Oder), nicht erhalten
- 1931: Denkmal „Deutsches Land in fremder Hand“ auf dem Truppenübungsplatz Döberitz (Denkmal zur Erinnerung die 1919 durch den Vertrag von Versailles verlorenen Kolonien und Reichsgebiete), nicht erhalten[5]
- 1933: Relief am Denkmal für die während der Internierung 1916–1919 Verstorbenen der Kameruner Schutztruppe auf Fernando Poo in Malabo (Äquatorialguinea)[6]
- 1933: Kolonialkriegerdenkmal in Halle (Saale), im Zweiten Weltkrieg für Rüstungszwecke eingeschmolzen
- vor 1939: Gerhard-Rohlfs-Denkmal in Libyen

Kleinplastiken
- Afrikanerin mit Säuglingen
- Stehendes Pferd
- Kniende Bettlerin
- Mutter mit Kind
- Gedenkstatuette Friedrich von Erckert (1909)
- Patrouillereiter der Schutztruppe Deutsch-Südwestafrika (ca. 1910)

Abzeichen und Medaillen
- Kolonialabzeichen (Elefantenorden, 1922)
- Kolonialauszeichnung (Löwenorden, 1922)
- Ehrenplakette der Deutschen Kolonialgesellschaft (1928)
- Jaunde-Plakette als Offiziersgeschenk der Kameradschaft Kameruner Offiziere (Kleinrelief bzw. Plakette nach dem Bild des Reliefs von Malabo) (1929)